# Camouflage (Band)

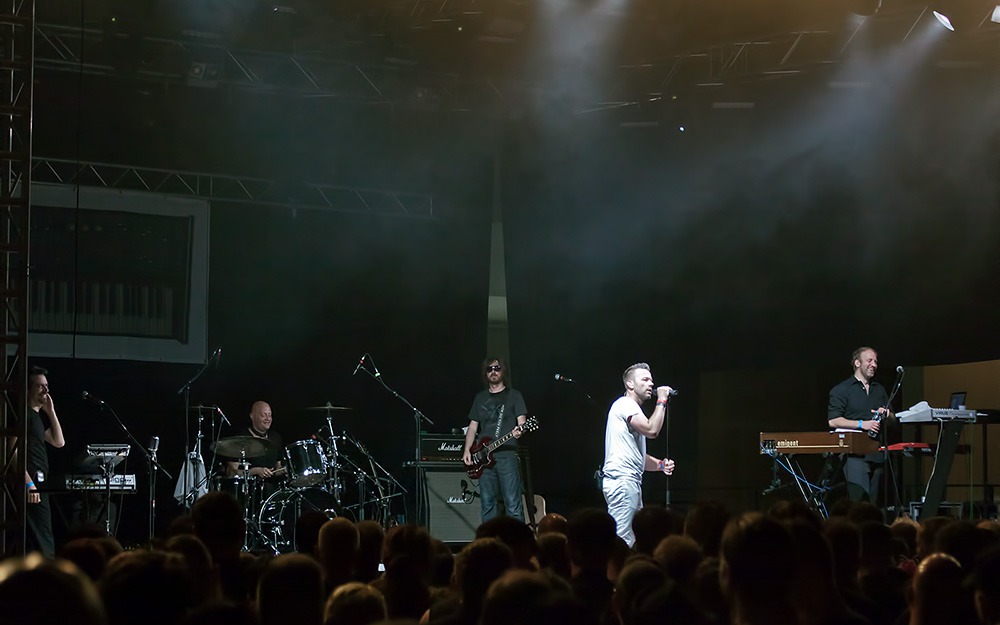
Camouflage 2011 in Leipzig

Camouflage ist eine deutsche Synthiepop-Band.

## Bandgeschichte
Die Band wurde 1983 in Bietigheim-Bissingen (Baden-Württemberg) von Heiko Maile, Marcus Meyn, Oliver Kreyssig und Martin Kähling als Licenced Technology gegründet. 1984 stieg Martin Kähling aus und die verbliebenen Bandmitglieder gaben sich den neuen Namen Camouflage (französisch für Tarnung, Verhüllung), inspiriert von einem Lied der Gruppe Yellow Magic Orchestra.
Das erste Studio wurde Boys Factory benannt und befand sich im Keller des Elternhauses von Heiko Maile in der Metterzimmerer Straße in Kleinsachsenheim; dort wurden 1985 zwei Demokassetten aufgenommen. Eine dieser Kassetten reichte ein Freund bei einem Radiosender für einen Wettbewerb ein, bei dem sie den Ersten Platz belegten, wodurch das kleinere Frankfurter Label Westside auf die Band aufmerksam wurde. Mit diesem wurde im Herbst 1987 der Titel The Great Commandment aufgenommen, was schließlich zu einem Plattenvertrag mit Metronome Records führte. The Great Commandment wurde vorher unter dem Namen Suddenly Went Away auf einem in der damaligen Zeit üblichen Tape-Sampler namens „New Music“ veröffentlicht und hauptsächlich unter der Hand im Großraum Bietigheim-Bissingen verkauft. Während die Debüt-Single The Great Commandment in Deutschland Platz 14 erreichte, schaffte sie es in den USA auf Platz 59 der Billboard Hot 100 und sogar auf Platz 1 der Billboard Dance Music/Club Play Singles. Im März 1988 erschien das erste Studioalbum, Voices & Images.
Ein weiterer großer internationaler Hit der Gruppe war Mitte 1989 Love Is a Shield aus dem zweiten Album Methods of Silence. Im selben Jahr hatte Camouflage für Ein Lied für Lausanne, den Vorentscheid zum Eurovision Song Contest 1989, den Titel Bitte nicht nochmal der Gruppe Die Erben produziert.
1990 verließ Kreyssig Camouflage. Ein Jahr darauf brachte die zum Duo geschrumpfte Band das dritte Album mit dem Titel Meanwhile heraus. Der mit dem Vorgängeralbum eingeleitete Trend weg von rein elektronischen Klängen hin zu Instrumenten wie E-Gitarre und Schlagzeug wurde noch weiter fortgeführt. Die Vorabveröffentlichung Heaven (I Want You) war allerdings kommerziell weniger erfolgreich als frühere Veröffentlichungen; sie erreichte lediglich Platz 57 der deutschen Single-Hitparade.
Bereits ein Jahr später entstand das Projekt Areu Areu und es erschien die gleichnamige EP mit Coverversionen und frühen Stücken von Camouflage. Die Grundlage hierfür waren Backing-Aufnahmen für einen Live-Auftritt auf einer Geburtstagsparty des mit der Band befreundeten Fotografen Reiner Pfisterer. Zwei Jahre später kam mit Bodega Bohemia ein neues Camouflage-Album, mit dem die Gruppe zu ihren elektronischen Wurzeln zurückkehrte. Obwohl die Single Suspicious Love im Radio gespielt wurde, war auch diese Platte kommerziell nicht sehr erfolgreich.

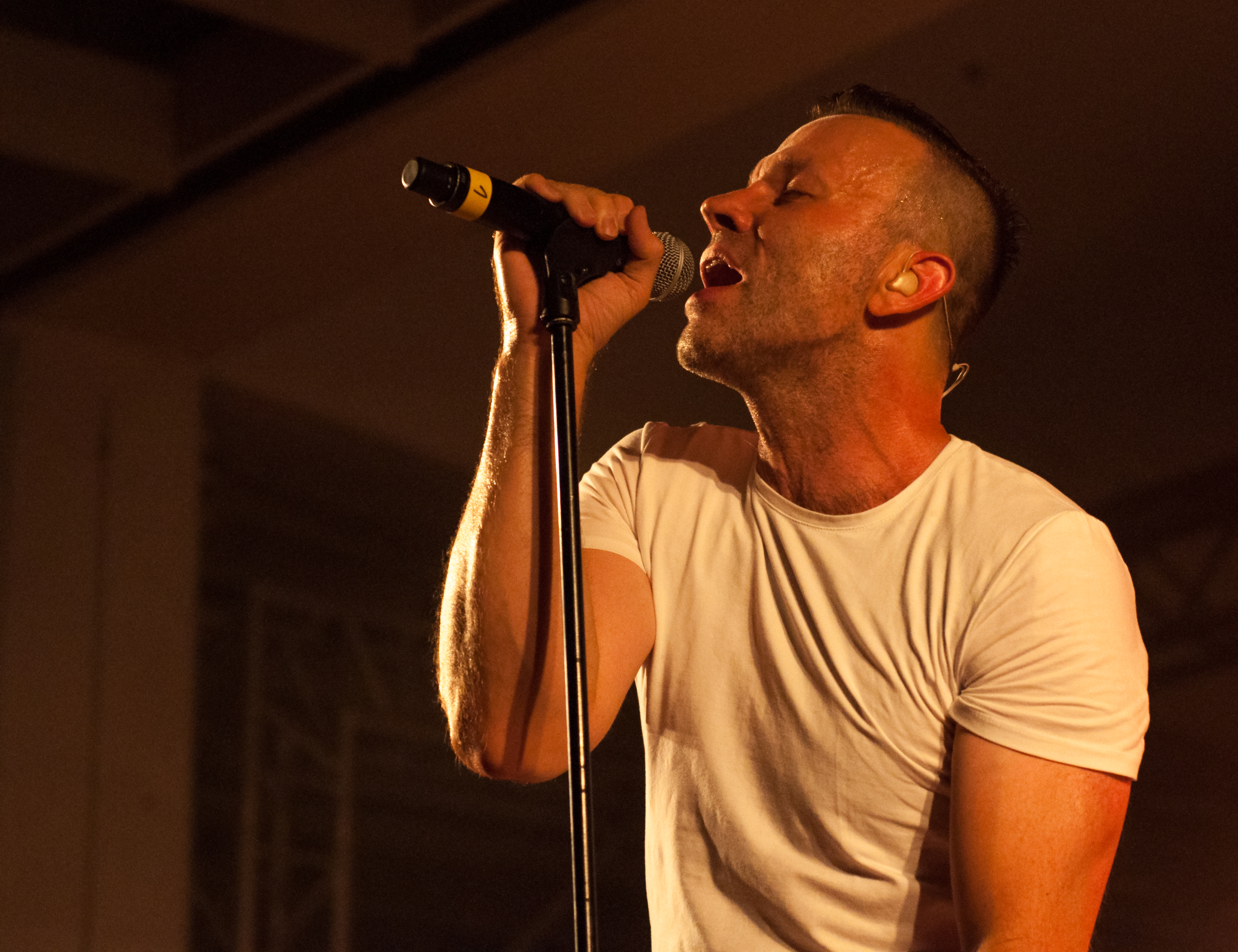
Marcus Meyn mit seiner Band Camouflage beim Amphi Festival 2014

Zwei Jahre später erschien das Album Spice Crackers bei BMG, das sich ebenfalls nur schwach verkaufte. 1997 folgte mit We Stroke the Flames eine Best-of-Kompilation, zu der eine 12"-Single mit alten Mixes, u. a. von Love Is a Shield in limitierter Auflage erschien.
Erst im Sommer 1999 gab es eine weitere Veröffentlichung, diesmal wieder zu dritt mit Oliver Kreyssig: Die Elektropopsingle Thief erschien noch in jenem Jahr. Auch sie hielt sich nicht lange in der Hitparade, weshalb die Pläne für ein weiteres Album wieder auf Eis gelegt wurden. Im Frühjahr 2001 erschien eine Neufassung von The Great Commandment, mit Platz 85 in der deutschen Hitparade konnte sie die kommerziellen Erwartungen der Plattenfirma jedoch nicht erfüllen. Kurze Zeit später wurde We Stroke the Flames vom Markt genommen, da Rewind << The Best Of 95-87, eine Best-of-Kompilation, die von Camouflage persönlich zusammengestellt wurde, herauskam. Auf dieser befanden sich, im Gegensatz zur We Stroke the Flames, auch die Singles vom 1995er Album Spice Crackers und in der Special Edition zudem eine DVD mit Videos.
Mitte 2003 kam Sensor bei Polydor heraus und stieg bis auf Platz 26 der deutschen Hitparade. Die beiden Singles erreichten die Top 80. Am 28. Juli 2006 erschien die neue Single Motif Sky, die allerdings floppte. Im August 2006 wurde das dazugehörige Album Relocated veröffentlicht. Obwohl vom neuen Plattenlabel SPV kaum Promotion für die Platte gemacht wurde, schaffte sie es auf Platz 57 in der Album-Hitparade.
Im Januar 2009 erschien die erste Live-DVD der Band unter dem Titel Camouflage – Live in Dresden bei SPV. Kernstück ist ein Konzert von der 2006er Relocated-Tour in Dresden. Zusätzlich enthält das Box-Set eine Audio-CD mit einem Live-Mitschnitt des Konzertes sowie eine eigene DVD mit umfangreichem Bonus-Material.
Am 6. März 2015 erschien nach neun Jahren das achte Studioalbum Greyscale, vorab erschien die erste Single-Auskopplung Shine. Im Oktober folgte mit Count on Me die zweite Single-Auskopplung, ein Feature mit dem Hamburger Sänger Peter Heppner.

### M.I.N.E
Zusammen mit seinen Bandkollegen Jochen Schmalbach (Schlagzeug) und Volker Hinkel (Gitarre) entwickelte der Camouflage-Sänger Marcus Meyn, der auch Geschäftsführer eines Fernmeldebauunternehmens für Glasfasertechnik ist, das Projekt M.I.N.E. Die Idee entstand während einer Konzertreise von Camouflage im Oktober 2015.
M.I.N.E mischt Bewährtes mit neuen Stilrichtungen: nach eigenen Aussagen der Band repräsentiert M.I.N.E „eine Mischung aus Dark Elektronic, und Gitarren, […] zwischen Electro-Wave, Gothik und Mainstream-Pop“. Der Name leitet sich phonetisch vom Nachnamen des Sängers ab und soll für die gemeinsame musikalische Zusammenarbeit der Musiker stehen.
Am 19. Januar 2017 erschien die erste Single der Band, Things We've Done. Am 17. Februar des gleichen Jahres folgte die EP One, die neben Things We've Done die weiteren Titel Dangerous, Lean On und White Trash enthielt. Im Jahr 2018 kündigten Single-Auskopplungen von The One und Dangerous das zwölf Titel umfassende Album Unexpected Truth Within an, das am 25. Mai 2018 beim Label Oblivion veröffentlicht wurde. Die EP Remixed erschien am 16. Februar 2019: neben einem Dance-Remix der Single The One von Ton Sur Ton und einem Remix der Single Dangerous von Daniel Myer und Smallboy, sind auch alle Remixe der Single Things We've Done auf der EP enthalten (Daniel Myers Synthpop Remix, der Stranger Things Remix von 9inerrors und der Paralyzed Remix von Rico Hüllermeier) sowie eine zusätzliche Akustik-Variante des Songs.
Ab 2016 folgten Konzerte und Festival-Auftritte in Deutschland sowie Tourneen im In- und Ausland; unter anderem in Prag, Bratislava, Warschau, Moskau, Wolgograd, Tel Aviv-Jaffa, Argentinien und Chile.

## Diskografie
Studioalben

| Jahr | Titel Musiklabel                                                                      | Höchstplatzierung, Gesamtwochen, AuszeichnungChartplatzierungen (Jahr, Titel, Musiklabel, Platzierungen, Wochen, Auszeichnungen, Anmerkungen) | Höchstplatzierung, Gesamtwochen, AuszeichnungChartplatzierungen (Jahr, Titel, Musiklabel, Platzierungen, Wochen, Auszeichnungen, Anmerkungen) | Höchstplatzierung, Gesamtwochen, AuszeichnungChartplatzierungen (Jahr, Titel, Musiklabel, Platzierungen, Wochen, Auszeichnungen, Anmerkungen) | Höchstplatzierung, Gesamtwochen, AuszeichnungChartplatzierungen (Jahr, Titel, Musiklabel, Platzierungen, Wochen, Auszeichnungen, Anmerkungen) | Anmerkungen                                            |
| Jahr | Titel Musiklabel                                                                      | DE | AT | CH | US | Anmerkungen                                            |
| ---- | ------------------------------------------------------------------------------------- | --- | --- | --- | --- | ------------------------------------------------------ |
| 1988 | Voices & Images Metronome Records (PolyGram)                                          | DE16 Gold · (12 Wo.)DE | — | — | US100 (14 Wo.)US | Erstveröffentlichung: 4. März 1988 Verkäufe: + 500.000 |
| 1989 | Methods of Silence auch bekannt als: Metodos de silencio Metronome Records (PolyGram) | DE13 Gold · (24 Wo.)DE | — | — | — | Erstveröffentlichung: 5. Juni 1989 Verkäufe: + 250.000 |
| 1991 | Meanwhile auch bekannt als: Mientras tanto Metronome Records (PolyGram)               | DE61 (7 Wo.)DE | — | — | — | Erstveröffentlichung: 18. März 1991                    |
| 1993 | Bodega Bohemia Metronome Records (PolyGram)                                           | DE10 (4 Wo.)DE | — | — | — | Erstveröffentlichung: 26. April 1993                   |
| 1995 | Spice Crackers RCA Records (BMG)                                                      | — | — | — | — | Erstveröffentlichung: 11. September 1995               |
| 2003 | Sensor Island Records (UMG)                                                           | DE26 (4 Wo.)DE | — | — | — | Erstveröffentlichung: 26. Mai 2003                     |
| 2006 | Relocated Synthetic Symphony (SPV)                                                    | DE57 (2 Wo.)DE | — | — | — | Erstveröffentlichung: 25. August 2006                  |
| 2015 | Greyscale Bureau B (Indigo)                                                           | DE14 (2 Wo.)DE | — | — | — | Erstveröffentlichung: 6. März 2015                     |

## Auszeichnungen
RSH-Gold
- 1988